# Melbourne Central Shopping Centre
Melbourne Central Shopping Centre — восьмий за висотою хмарочос Австралії. Розташований у Мельбурні. Висота 54-поверхової будівлі разом з антенами 246 м. Збудований у 1991 році за проєктом компанії Bates Smart